# Sultanato di Ternate
Il sultanato di Ternate (in lingua indonesiana: Kesultanan Ternate), noto in precedenza come regno di Gapi, fu uno stato principesco esistito nell'attuale Indonesia dal 1257 sino al 1914. Esso fu storicamente uno dei più antichi stati musulmani dell'Indonesia assieme a Tidore, Jailolo e Bacan. Il regno di Ternate venne fondato da Momole Cico, primo sovrano di Ternate, col titolo di Baab Mashur Malamo, come vuole la tradizione, nell'anno 1257. Raggiunse la sua Età d'Oro durante il regno del sultano Baabullah (1570–1583) ed arrivò a comprendere gran parte della moderna parte orientale dell'Indonesia e parte delle Filippine meridionali. Ternate fu il principale produttore di chiodi di garofano e potenza regionale tra il XV ed il XVII secolo.
La dinastia fondata da Baab Mashur Malamo continua sino ai giorni nostri, anche se attualmente lo stato ha una valenza puramente tradizionale e non costituisce più un'autorità politica.

## Storia

### Periodo pre-coloniale
Il sultanato aveva in origine il nome di regno di Gapi, ma questo venne poi cambiato per basarsi sulla capitale, Ternate. Ternate e la vicina Tidore erano tra le principali produttrici al mondo di chiodi di garofano, al punto che i suoi governanti divennero i più ricchi ed i più potenti nella regione indonesiana. Gran parte della loro ricchezza, ad ogni modo, venne dispersa nel sostenere le lotte l'uno contro l'altro. Sino a quando gli olandesi non ebbero completato la colonizzazione delle Molucche nel XIX secolo, i sultani di Ternate continuarono a pretendere di estendere influenza su Ambon, Sulawesi e Nuova Guinea.
In parte come risultato di una cultura squisitamente dipendente dal commercio, Ternate fu una delle prime aree dell'Indonesia dove si sviluppò l'islam, proveniente da Giava, alla fine del XV secolo. L'influenza islamica nell'area, ad ogni modo, viene fatta risalire almeno alla fine del XIV secolo. Inizialmente, la nuova fede venne ristretta alla sola famiglia regnante di Ternate e faticò a fare presa sulla popolazione locale.
La famiglia reale di Ternate si convertì all'islam durante il regno di Marhum (1465–1486), rendendolo così il primo sovrano islamico dell'area; suo figlio esuccessore, Zainal Abidin (1486–1500) mise in atto la legge islamica e trasformò il suo regno in un vero e proprio sultanato islamico, prendendo il titolo di sultano che andò a rimpiazzare quello più antico di Kolano (re).
Il picco del potere di Ternate avvenne alla fine del XVI secolo, sotto il sultano Baabullah (1570–1583), quando lo stato estese la propria influenza su gran parte della zona orientale dello Sulawesi, su Ambon e su Ceram, nonché sull'isola di Timor, parti di Mindanao meridionale e parti della Nuova Guinea. Il sultanato entrò sovente in fiera competizione per il controllo delle sue aree periferiche con il sultanato di Tidore. Secondo lo storico Leonard Y. Andaya, la rivalità "dualistica" di Ternate con Tidore fu il tema dominante nella prima epoca storica delle isole Molucche.

### Dal XVI secolo a oggi

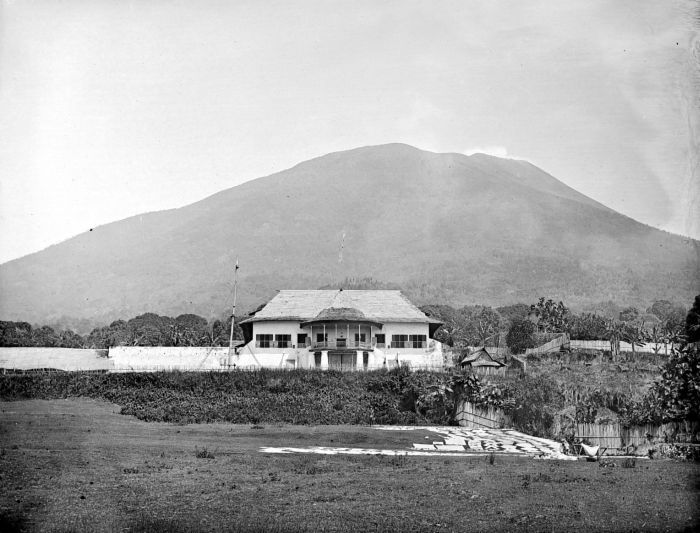
Il kraton (palazzo) del sultano di Ternate

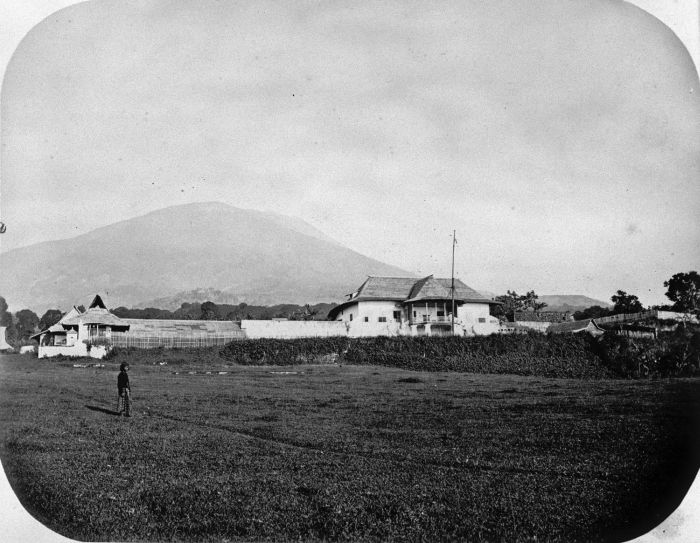
Il palazzo del sultano

I primi europei a raggiungere Ternate furono i membri della spedizione portoghese di Francisco Serrão che lasciarono Malacca, si incagliarono presso Ceram e vennero salvati dal naufragio dai locali. Il sultano Bayan Sirrullah di Ternate (1500–1522) venne a sapere di quanto era accaduto agli sfortunati coloni e, vedendo l'opportunità di allearsi con una potente nazione straniera, li fece portare a Ternate nel 1512. Ai portoghesi venne permesso di costruire un forte sull'isola, oggi noto come Kastella, costruzione che iniziò nel 1522, ma poco dopo iniziarono a peggiorare anche le relazioni tra i ternatesi ed i portoghesi.
La presenza di un avamposto commerciale, non solo attirava mercanti e commercianti, ma anche i primi missionari cattolici che tentarono ovviamente di convertire la popolazione locale, fatto che dispiacque particolarmente al sultano di Ternate che era di fede musulmana. Nel 1535 il sultano Tabariji venne deposto ed inviato a Goa dai portoghesi. Questi si era convertito al cristianesimo ed aveva cambiato il proprio nome in dom Manuel. Dopo essere stato riconosciuto come innocente delle accuse rivoltegli venne invitato a riassumere il trono, ma morì a Malacca nel 1545 durante il viaggio di ritorno. Questi, per sua disposizione testamentaria, lasciò in eredità l'isola di Ambon al suo padrino portoghese, Jordão de Freitas. A seguito dell'assassinio del sultano Hairun per mano dei portoghesi, i ternatesi espulsero i portoghesi nel 1575 dopo cinque anni di assedio. Ambon divenne il nuovo centro dell'attività dei portoghesi nelle Molucche. Il potere degli europei nella regione, ad ogni modo, era debole e Ternate per contro iniziava ad espandersi sotto il regno di Baab Ullah (r. 1570–1583) e suo figlio Saidi Berkat.

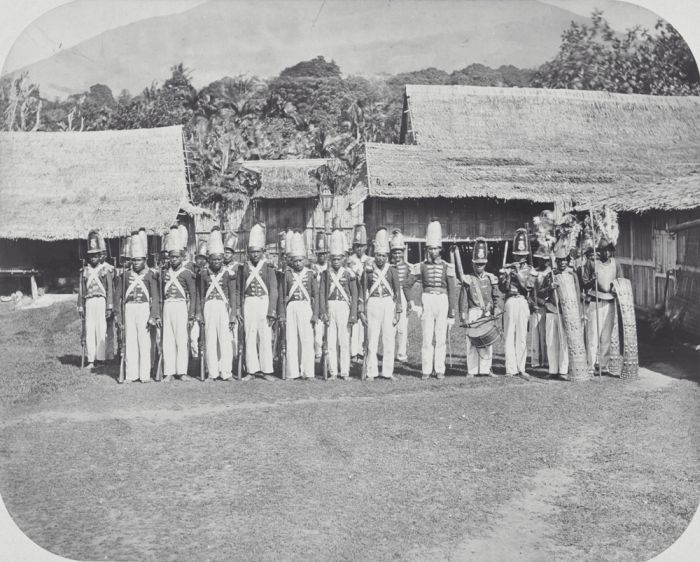
La guardia del sultano (1900-1920)

Le forze dell'esercito spagnolo catturarono l'ex forte portoghese ai ternatesi nel 1606, deportando il sultano locale a Manila, nelle Filippine spagnole. Nel 1607 gli olandesi sbarcarono a Ternate dove, col sostegno dei ternatesi, costruirono un forte a Malayo. L'isola venne divisa tra le due potenze: gli spagnoli alleati di Tidore e gli olandesi alleati dei ternatesi. Ai regnanti ternatesi, gli olandesi servivano particolarmente e, anche se non particolarmente benvenuti, la loro presenza dava a loro un notevole vantaggio militare su Tidore e gli spagnoli. In particolare durante il regno del sultano Hamzah (1627–1648), Ternate espanse il suo territorio e rafforzò il proprio controllo sulle aree di confine. L'influenza olandese sul regno rimase limitata, per quanto Hamzah e suo nipote e successore Mandar Syah (1648–1675) concessero alcune regioni alla Compagnia olandese delle Indie orientali in cambio dell'aiuto nel controllo delle ribellioni locali. Gli spagnoli abbandonarono le Molucche nel 1663.
Desiderando riportare Ternate alla sua antica gloria ed espellere nel contempo le potenze occidentali, il sultano Sibori Amsterdam (1675–1691) dichiarò guerra agli olandesi, ma il potere di Ternate si era notevolmente ridotto negli anni e pertanto egli non solo perse la guerra, ma anche gran parte delle sue terre venendo costretto a sottoscrivere poi un trattato nel 1683 con gli olandesi. Sulla base di questo documento, Ternate divenne vassalla degli olandesi. Ad ogni modo i sultani di Ternate non si sottomisero mai del tutto ai Paesi Bassi sino alla definitiva annessione nel 1914.
Nel XVIII secolo, Ternate divenne sito di un governatorato della Compagnia olandese delle Indie orientali, che tentava di controllare tutti i traffici delle Molucche. Dal XIX secolo, il commercio delle spezie era di molto declinato. Gli olandesi continuavano a mantenere la loro presenza nella regione impedendo ad altre potenze coloniali di occuparla. Dopo che la Compagnia olandese delle Indie orientali venne nazionalizzata nel 1800, Ternate divenne parte del governo delle Molucche. Ternate venne assediata ed occupata dalle forze inglesi nel 1810 prima di tornare sotto il controllo olandese nel 1817. Nel 1824 divenne capitale di una residenza (regione amministrativa) che copriva l'area di Halmahera, l'intera costa occidentale della Nuovsa Guinea e la costa orientale di Sulawesi. Dal 1867 l'intera Nuova Guinea olandese venne aggiunta alla residenza, ma la regione venne gradualmente trasferita sotto il controllo di Ambon (Amboina) prima di essere sciolta come residenza nel 1922.
Il sultano Haji Muhammad Usman (1902–1914) fece l'ultimo tentativo di opporsi agli olandesi appoggiando segretamente le rivolte nella regione; fallì e venne detronizzato, i suoi beni confiscati ed egli venne personalmente esiliato a Bandung, dove visse sino al 1932. Questo fatto portò alla fine del regno di Ternate. Il trono venne lasciato vagante sino al 1929 sino a quando gli olandesi non decisero di eleggere un nuovo sultano di loro fiducia, il principe ereditario Iskandar Muhammad Jabir.
Muhammad Jabir ebbe un regno non facile all'arrivo dei giapponesi nel 1942 e due anni dopo venne fatto uscire clandestinamente dagli Alleati in Australia. Il sultano giocò un ruolo politico importante durante la Rivoluzione indonesiana, ma la situazione politica tesa lo spinse a risiedere a Giacarta dopo il 1950. Tentò di far rivivere alcune delle antiche tradizioni del sultanato negli anni '60, ma ogni tentativo svanì con la sua morte nel 1975. Suo figlio Mudaffar venne intronato come sultano titolare nel 1986, morendo poi nel 2015.

## Elenco dei sultani
| Kolano di Ternate                  | Regno         |
| ---------------------------------- | ------------- |
| Baab Mashur Malamo                 | 1257–1277     |
| Jamin Qadrat                       | 1277–1284     |
| Siale                              | 1284–1298     |
| Kalabata                           | 1298–1304     |
| Komala                             | 1304–1317     |
| Aitsi                              | 1317–1322     |
| Sidang Arif Malamo                 | 1322–1331     |
| A'ali                              | 1331–1332     |
| Shah Alam                          | 1332–1343     |
| Fulu                               | 1343–1347     |
| Buhayati I                         | 1347–1350     |
| Muhammad Shah                      | 1350–1357     |
| Momole                             | 1357–1359     |
| Muhammad Bakar                     | 1359–1372     |
| Gapi Baguna I                      | 1372–1377     |
| Bessi Muhammad Hassan              | 1377–1432     |
| Gapi Baguna II                     | 1432–1486     |
| Zainal Abidin                      | 1486–1500     |
| Bayan Sirrullah                    | 1500–1522     |
| Abu Hayat                          | 1522–1529     |
| Hidayatullah                       | 1529–1533     |
| Tabariji                           | 1533–1535     |
| Hairun Jamilu                      | 1535–1570     |
| Babullah Datu Shah                 | 1570–1583     |
| Said Barakat Shah                  | 1583–1606     |
| Muzaffar Shah I                    | 1607–1627     |
| Hamzah                             | 1627–1648     |
| Mandar Shah [Manlarsaha]           | 1648–1650     |
| Manilha                            | 1650–1651     |
| Mandar Shah                        | 1651–1675     |
| Sibori Amsterdam                   | 1675–1689     |
| Said Fathullah                     | 1689–1714     |
| Amir Iskandar Zulkarnain Saifuddin | 1714–1751     |
| Ayan Shah                          | 1751–1754     |
| Syah Mardan                        | 1755–1763     |
| Jalaluddin                         | 1763–1774     |
| Harun Shah                         | 1774–1781     |
| Achral                             | 1781–1796     |
| Muhammad Yasin                     | 1796–1801     |
| Muhammad Ali                       | 1807–1821     |
| Muhammad Sarmoli                   | 1821–1823     |
| Muhammad Zain                      | 1823–1859     |
| Muhammad Arsyad                    | 1859–1876     |
| Amiruddin Iskandar                 | 1879–1900     |
| Muhammad Ilham                     | 1900–1902     |
| Haji Muhammad Usman Shah           | 1902–1915     |
| Iskandar Muhammad Jabir Shah       | 1929–1975     |
| Haji Muzaffar Shah II              | 1975–2015     |
| Sjarifuddin Sjah                   | 2015–2019     |
| Hidayatullah Sjah                  | 2021–presente |